# Hard Reset
Hard Reset est un jeu vidéo de tir en vue à la première personne développé par Flying Wild Hog, sorti le 13 septembre 2011 sur PC.
Flying Wild Hog est un développeur polonais qui est composé de membres de l'équipe qui a travaillé sur le jeu vidéo Painkiller (Epic Games Poland) et d'anciens développeurs de CD Projekt et City Interactive.
Le thème du jeu est axé cyberpunk et puise son inspiration dans les œuvres de William Gibson, Neal Stephenson et Philip K. Dick.
Le jeu a reçu une extension nommée Hard Reset: Exile et été réédité dans une version améliorée nommée Hard Reset: Extended Edition.